# Wilhelm Jürgensen
Wilhelm Jürgensen (* 2. Oktober 1902 in Mohrkirch-Osterholz; † 19. März 1972 in Lüngerau) war ein deutscher Politiker (NSDAP/AO und Schleswig-Holsteinische Gemeinschaft).
Jürgensen besuchte die Volksschule in Mohrkirch-Osterholz, die Präparandenanstalt in Kappeln und ein Lehrerseminar in Eckernförde. Er war Hauslehrer in Nieby, Lehrer an der Landwirtschaftsschule in Kappeln und an der Volkshochschule in Mohrkirch-Osterholz. Nachdem er 1930 seine zweite Lehrerprüfung abgelegt hatte, war er Gasthörer an der erweiterten dänischen Hochschule in Askov, Lehrer an deutschen Volkstumsschulen in Nordschleswig in Süderhaff, Lügumkloster und Baurup und danach Leiter der Volksschule in Lüngerau. Als Mitglied der NSDAP-Auslandsorganisation, der er zum 1. Mai 1934 in Dänemark beigetreten war (Mitgliedsnummer 3.452.779), war er in Dänemark publizistisch vor allem in grenzpolitischen Fragen sehr aktiv und schrieb unter dem Pseudonym Asmus von der Heide etwa 600 Artikel in der Nordschleswigschen Zeitung. Deswegen wurde er zu sieben Jahren Gefängnis verurteilt, im Herbst 1949 jedoch vorzeitig entlassen und ausgewiesen. Danker und Lehmann-Himmel charakterisieren den NSDAP-Parteifunktionär in ihrer Studie über das Verhalten und die Einstellungen der Schleswig-Holsteinischen Landtagsabgeordneten und Regierungsmitglieder der Nachkriegszeit in der NS-Zeit als „exponiert nationalsozialistisch“.
Vom Juli 1952 bis Januar 1954 war Jürgensen Mitglied des Landesvorstandes der Schleswig-Holsteinischen Gemeinschaft (SHG) und danach Landesvorsitzender. Seit der Gründung des Schleswig-Holsteins-Blocks (SHB), einer Wahlvereinigung der SHG mit der Deutschen Partei, war er dessen zweiter Landesvorsitzender. Er war führend in der Deutschen Volksgruppe Nordschleswig tätig, Mitglied der Leitung der Deutschen Jugend und des Kleinen Politischen Rats sowie Grenzland- und Volkstumsreferent des Kreisjugendrings Flensburg-Land, Mitglied des Vorstandes des SHHB, Vorstandsmitglied des Grundpolitischen Rats, Geschäftsführer des Lindewitt-Ausschusses und Vorsitzender des TSV Lindewitt. Von 1954 bis 1958 war er Mitglied des Landtags von Schleswig-Holstein. Er kandidierte bei der Bundestagswahl 1957 auf Platz drei der DP-Landesliste in Schleswig-Holstein und bei der Bundestagswahl 1961 auf Platz zwei der Landesliste der Gesamtdeutschen Partei.

## Veröffentlichungen
- 1936: Wir jungen Deutschen und Schleswig (Schrift zur Grenzlandfrage)
- 1937: Nordschleswig-Fibel (kurze Darstellung der Grenzverhältnisse)
- 1940: Die deutsche Volksgruppe in Nordschleswig (Schrift über Entwicklung und Stand)
- 1953: Land meiner Liebe (Buch über das schleswigsche Grenzland), 1937/45 Schriftleiter der Monatsschrift der Deutschen Volksgruppe.